# Stazione di Canne della Battaglia
La stazione di Canne della Battaglia è una fermata ferroviaria a servizio del sito archeologico di Canne della Battaglia che si trova sulla linea Barletta-Spinazzola.

## Storia
La fermata, in origine denominata Canne Scavi, venne attivata il 1º gennaio 1939.
La sua inaugurazione avvenne tra grossi festeggiamenti, considerando che essa costituiva una semplice quanto importante porta di accesso all'area archeologica. Per questo essa è stata sede di fermata di diversi convogli. Ha avuto un destino altalenante finendo per essere chiusa nel 1999.
Nel 2003 la fermata venne ripristinata grazie agli sforzi del Comitato Italiano Pro Canne della Battaglia e di diversi enti. Nel 2004 la stazione fu al centro di diverse importanti iniziative per il 110º anniversario della ferrovia, ospitando anche una mostra sulla linea.
Da allora è stata sede di altre iniziative come la fermata del "Treno dell'archeologia". Negli ultimi anni la sospensione del
servizio ferroviario nel periodo estivo con la sostituzione dei convogli con autobus, determinava il fatto che la fermata restasse esclusa dai collegamenti con grave disagio per i turisti. Dall'estate 2010, invece, anche gli autobus sostitutivi raggiungono questa fermata.

## Strutture e impianti
La stazione è dotata di un fabbricato viaggiatori.